# El Prat Estació (metropolitana di Barcellona)
La stazione di El Prat de Llobregat nota anche come centro intermodale del Baix Llobregat è un nodo di interscambio ferroviario situato nel comune di El Prat de Llobregat nella comarca del Baix Llobregat. Il nodo comprende la stazione della linea ADIF Barcellona-Vilanova-Valls servita dai treni delle linee R2, R2 Nord e R2 Sud operate da Rodalies de Catalunya e la stazione di metropolitana della linea L9 Sud, in servizio dal 12 febbraio 2016 sebbene originariamente la sua inaugurazione fosse prevista nel 2007.
A regime costituirà il principale nodo intermodale del Baix Llobregat, in quanto oltre alle ferrovie regionali e alla metropolitana, sarà anche una fermata della linea ad alta velocità e stazione di autobus. A progetto, sarà inoltre servita anche dai prolungamenti delle linee L1 ed L2 della metropolitana.

## Storia
L'antica stazione entrò in servizio nel 1881 quando fu inaugurato il tratto tra le stazioni di Hortes de Sant Beltran, situata presso i Drassanes di Barcellona, e di Vilanova i la Geltrú. Dopo il 1887, con l'integrazione della linea nella linea di Vilafranca (interconnessione tra Barcellona e Tarragona i treni furono deviati sul percorso attuale via Bellvitge dal tracciato originale che seguiva la strada del Morrot. Durante il XX secolo fu realizzato il raddoppio dei binari.
La stazione venne sotterrata nel 2007, in seguito alla realizzazione della linea ad alta velocità Madrid-Saragozza-Barcellona-confine francese.
Nel 2016, è stata aperta al servizio anche la stazione della Linea 9 Sud della metropolitana di Barcellona.